# Scienziato

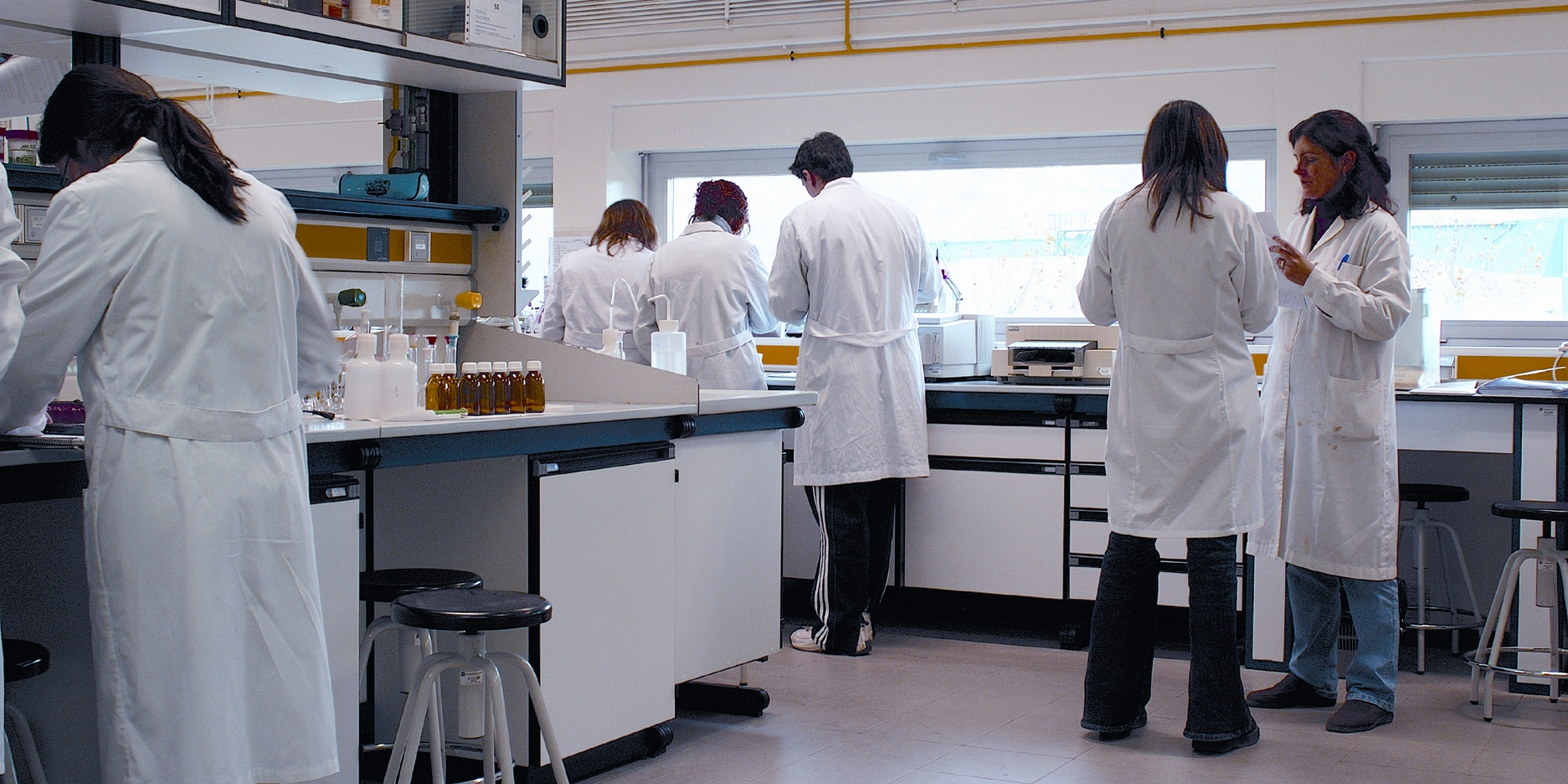
Gruppo di chimici al lavoro nei laboratori della Universidad de La Rioja in Spagna.

Uno scienziato o una scienziata è una persona esperta in un determinato campo della scienza che utilizza abitualmente metodi scientifici nell'effettuare ricerche scientifiche (i cui risultati vengono tipicamente pubblicati su apposite riviste scientifiche dopo attenta validazione da parte di specialisti del settore), destinate all'incremento della conoscenza scientifica nello specifico settore di competenza.

## Descrizione
La parola "scienziato" era già sporadicamente in uso nel Seicento anche se, fino al Settecento, chi si occupava delle scienze naturali veniva chiamato principalmente naturalista oppure "filosofo naturale". L'introduzione del termine "scienziato", nel senso a noi oggi noto, risale al filosofo e storico della scienza William Whewell, il quale propose la nuova parola nel 1834 in una recensione di un libro di Mary Somerville.
La necessità di un nuovo nome per chi praticava la "filosofia della natura" fu data dai diversi ruoli che gli studiosi della natura, della matematica, della fisica, della chimica e della biologia cominciavano ad assumere nelle imprese e nelle amministrazioni pubbliche di molti stati europei a partire dall'Illuminismo.

### Tipologie
Alcuni esempi di esperti chiamati "scienziati" sono:
- Astronomi
- Biologi
- Genetisti
- Chimici
- Climatologi
- Fisici
- Geologi
- Paleontologi
- Zoologi